# Karine Jean-Pierre
Karine Jean-Pierre (sinh ngày 13 tháng 8 năm 1974) là một cố vấn chính trị người Mỹ, hiện là Thư ký Báo chí Nhà Trắng từ ngày 13 tháng 5 năm 2022. Bà là người da đen đầu tiên và là người LGBT công khai đầu tiên giữ chức vị này. Trước đó, bà từng là phó thư ký báo chí dưới thời Jen Psaki từ năm 2021 đến năm 2022 và là chánh văn phòng cho ứng cử viên Phó Tổng thống Hoa Kỳ Kamala Harris trong chiến dịch tranh cử tổng thống năm 2020.
Trước khi hoạt động cùng Kamala Harris trong cuộc bầu cử năm 2020 và chính quyền Biden–Harris, Jean-Pierre là cố vấn cấp cao và người phát ngôn quốc gia của nhóm ủng hộ cấp tiến MoveOn.org. Bà còn là nhà phân tích chính trị cho NBC News và MSNBC, đồng thời là giảng viên về các vấn đề quốc tế và công cộng tại Đại học Columbia.

## Đầu đời và học vấn
Jean-Pierre sinh ra ở Fort-de-France, Martinique, Pháp, cha mẹ là người Haiti. Bà có hai người em, đến 5 tuổi gia đình chuyển đến Queens Village, một vùng ở Queens, Thành phố New York. Mẹ bà làm phụ tá chăm sóc sức khỏe tại tại nhà bệnh nhân và hoạt động trong nhà thờ Ngũ tuần, cha làm tài xế taxi, ông được đào tạo thành kỹ sư. Jean-Pierre có trách nhiệm chăm sóc các em (nhỏ hơn mình tám và mười tuổi) vì cha mẹ đều làm việc sáu hoặc bảy ngày mỗi tuần.
Trong cuốn hồi ký, Jean-Pierre cho biết việc xem cựu nghị sĩ Barbara Jordan có bài phát biểu quan trọng tại Đại hội đại biểu toàn quốc Đảng Dân chủ 1992 đã thay đổi hướng đi trong cuộc đời và sự nghiệp của mình: "Bà ấy là người phụ nữ da đen đầu tiên tham gia chính trị mà tôi chứng kiến. Trong thế giới những người xinh đẹp, đeo ngọc trai quyến rũ, Jordan chân thật và đáng tin."
Jean-Pierre tốt nghiệp Trường trung học Kellenberg Memorial, một trường dự bị đại học ở Long Island vào năm 1993. Cha mẹ muốn bà theo học ngành y, nên bà theo học ngành khoa học sự sống tại Học viện Công nghệ New York nhưng không sống gần trường, nhưng có số điểm thấp trong bài kiểm tra tuyển sinh đại học y khoa. Thay đổi con đường sự nghiệp, bà đạt bằng cử nhân tại Học viện Công nghệ New York năm 1997. Bà đạt bằng Thạc sĩ Quan hệ Công chúng tại Khoa Quan hệ Công chúng và Quốc tế (SIPA), Đại học Columbia vào năm 2003, bà hoạt động trong các tổ chức sinh viên quản lý trường và quyết định theo chính trị. Tại Đại học Columbia, một trong những người hướng dẫn bà là Ester Fuchs, Jean-Pierre tham gia lớp học của Ester Fuchs trong học kỳ mùa thu năm 2001.
Jean-Pierre thông thạo tiếng Anh, tiếng Pháp và Creole Haiti.

## Sự nghiệp

### Sự nghiệp ban đầu
Sau khi tốt nghiệp đại học, Jean-Pierre làm giám đốc về các vấn đề lập pháp và ngân sách cho ủy viên hội đồng thành phố New York James F. Gennaro. Năm 2006, bà được tuyển làm điều phối viên tiếp cận cộng đồng cho Walmart Watch ở Washington, D.C. Bà là giám đốc chính trị khu vực đông nam cho chiến dịch tranh cử tổng thống của John Edwards năm 2004. Bà gia nhập vào khoa Đại học Columbia vào năm 2014, bà là giảng viên về các vấn đề công cộng và quốc tế.

### Chính quyền Barack Obama

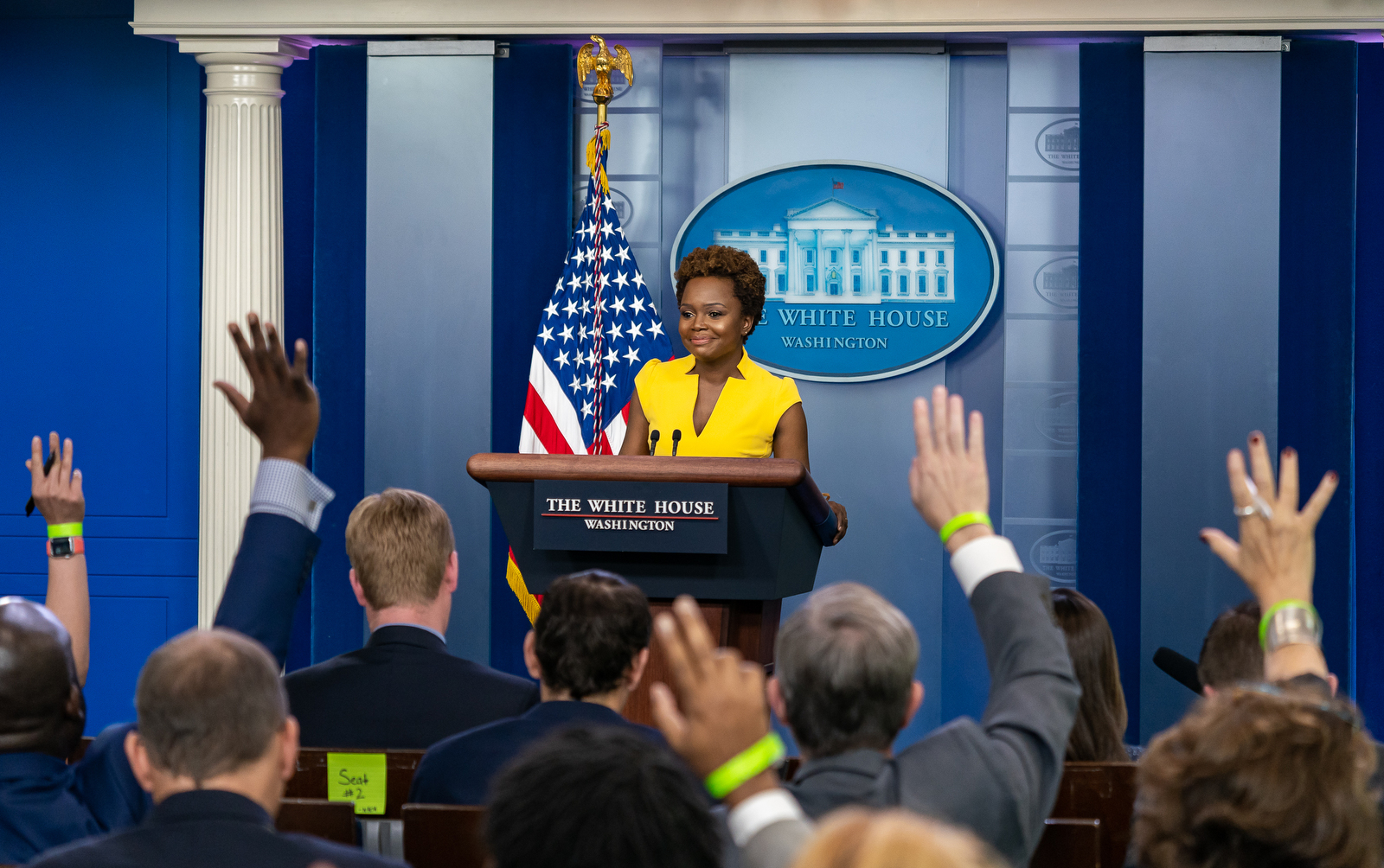
Jean-Pierre tổ chức cuộc họp báo đầu tiên tại Nhà Trắng vào tháng 5 năm 2021

Trong chiến dịch tranh cử tổng thống năm 2008 của Barack Obama, Jean-Pierre là giám đốc chính trị khu vực đông nam của chiến dịch và là giám đốc chính trị khu vực Văn phòng Chính trị Nhà Trắng trong nhiệm kỳ đầu chính quyền Obama.
Năm 2011, Jean-Pierre giữ chức Phó 
Giám đốc Bang Chiến trường cho chiến dịch tái tranh cử năm 2012 của Tổng thống Obama. Bà lãnh đạo việc chọn người đại diện và quá trình tiếp cận lá phiếu, đồng thời quản lý giao chiến chính trị ở các bang then chốt, cung cấp tài nguyên để giúp các bang xác định "hướng đi tốt nhất để họ ủng hộ chiến dịch."
Jean-Pierre là người đại diện điều hành chiến dịch trong cuộc tranh cử tổng thống năm 2016 của Martin O'Malley.

### MoveOn và bình luận chính trị
Vào tháng 4 năm 2016, MoveOn bổ nhiệm Jean-Pierre làm cố vấn cấp cao và người phát ngôn quốc gia trong cuộc bầu cử tổng thống năm 2016. MoveOn cho biết bà sẽ là "cố vấn và người phát ngôn trong hoạt động bầu cử của MoveOn, bao gồm nỗ lực lớn phản đối Donald Trump."
Tháng 1 năm 2019, Jean-Pierre trở thành nhà phân tích chính trị cho NBC News và MSNBC.
Jean-Pierre làm việc tại Trung tâm Đạo đức Cộng đồng và Đoàn thể. Vào tháng 12 năm 2018, Jean-Pierre được tờ The Haitian Times vinh danh là một trong sáu "Người tạo tin tức Haiti của năm".

### Chính quyền Joe Biden

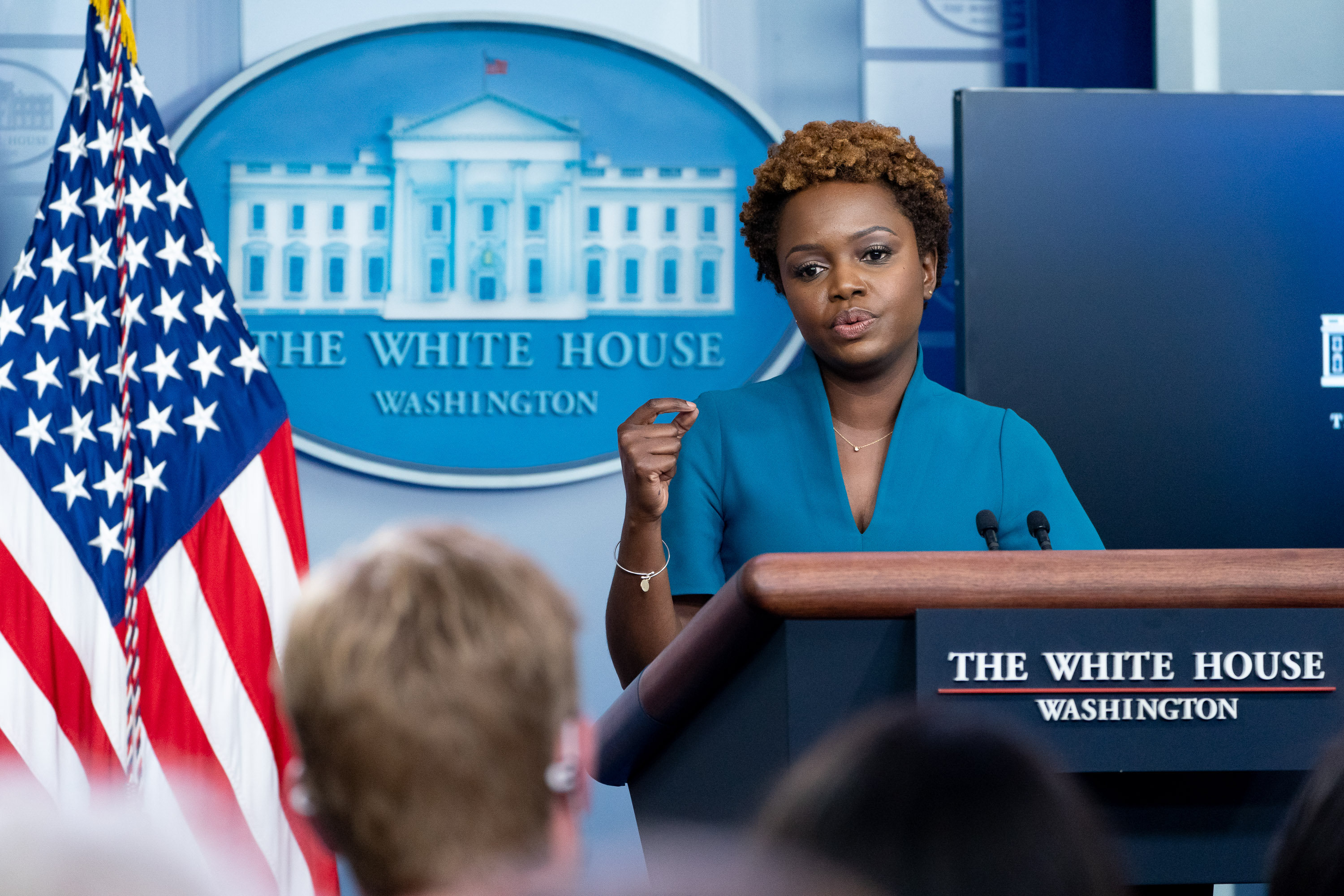
Jean-Pierre tổ chức họp báo vào tháng 7 năm 2021

Jean-Pierre là cố vấn cấp cao trong chiến dịch tranh cử tổng thống năm 2020 của Joe Biden. Bà gia nhập đội Biden vào tháng 5 năm 2020 và giải thích với tờ The Haiti Times rằng mong muốn định hình tương lai là thúc đẩy đặc biệt; bà cho biết khi tiếp cận chiến dịch, bà nhìn con gái mình rồi ngẫm nghĩ: "Không thể vắng mặt trong cuộc bầu cử này". Vào tháng 8, có thông báo Jean-Pierre sẽ giữ chức Chánh văn phòng cho ứng cử viên phó tổng thống của Biden, vẫn chưa được thông báo.
Ngày 29 tháng 11 năm 2020, đội chuyển tiếp Biden-Harris thông báo Jean-Pierre được bổ nhiệm làm Phó Thư ký Báo chí. Vào ngày 26 tháng 5 năm 2021, bà có buổi họp báo đầu tiên tại Nhà Trắng, trở thành người LGBTQ công khai đầu tiên thực hiện việc này và là phụ nữ người da đen đầu tiên kể từ năm 1991.
Ngày 5 tháng 5 năm 2022, Jean-Pierre được chỉ định kế nhiệm Jen Psaki giữ chức Thư ký Báo chí Nhà Trắng vào ngày 13 tháng 5. Jean-Pierre là người da đen đầu tiên và là người LGBTQ công khai đầu tiên giữ chức vị này.

## Đời tư
Từ năm 2020, Jean-Pierre sinh sống ở vùng đô thị Washington cùng bạn đời Suzanne Malveaux, cựu phóng viên CNN và con gái họ.
Năm 2019, Jean-Pierre xuất bản cuốn sách với tựa đề Moving Forward: A Story of Hope, Hard Work, and the Promise of America. Bà nhìn lại cuộc đời mình và khích lệ mọi người tham gia vào chính trị. Cuốn sách được WJLA-TV mô tả là "phần hồi ký, một phần kêu gọi vũ trang".

## Sách
- Moving Forward: A Story of Hope, Hard Work, and the Promise of America. New York: Hanover Square Press. ngày 5 tháng 11 năm 2019. ISBN 978-1-335-91783-6.